# Anthene praeclara
Anthene praeclara är en fjärilsart som beskrevs av Hans Fruhstorfer 1923. Anthene praeclara ingår i släktet Anthene och familjen juvelvingar. Inga underarter finns listade i Catalogue of Life.